# Sacramentum caritatis
Sacramentum Caritatis (het sacrament der liefde) is de eerste Postsynodale apostolische exhortatie van paus Benedictus XVI, geschreven naar aanleiding van de Algemene Bisschoppensynode gehouden van 2 t/m 23 oktober 2005. Deze exhortatie is gepresenteerd op 13 maart 2007 en gegeven te Rome op 22 februari 2007, het feest van St. Petrus' stoel.
De Paus zegt hierin onder meer dat het belangrijk is dat toekomstige priesters het Latijn goed leren beheersen en gregoriaans leren zingen. Verder roept hij de gelovigen op om de belangrijkste gebeden in het Latijn te zeggen (zoals Pater Noster, Credo, Ave Maria). De Paus roept bisschoppen op internationale massamissen ook in het Latijn te houden.
Verder heeft Benedictus XVI verklaard het verplichte celibaat voor priesters in stand te houden: “Ik bevestig de schoonheid en het belang van een celibatair priesterleven als teken van totale en uitsluitende toewijding aan Christus, de Kerk en het Koninkrijk van God”.
Een apostolische postsynodale exhortatie is een document dat een paus schrijft als evaluatie van een bisschoppensynode. In een dergelijk document wordt de Kerk aangespoord om ten opzichte van het onderwerp van de synode een bepaalde geloofshouding aan te nemen.